# Festival du cinéma japonais contemporain Kinotayo 2015
Le Festival du cinéma japonais contemporain Kinotayo 2015, 10e édition du festival, s'est déroulé du 24 novembre 2015 au 1er décembre 2015.

## Jury
- Diane Arnaud
- Mathieu Capel
- Elise Domenach

## Sélection

### En compétition
- Fires on the Plain de Shinya Tsukamoto
- Kabukicho Love Hotel de Ryūichi Hiroki
- Haman de Tetsuya Okabe
- 100 Yen Love de Masaharu Take
- Tag de Sion Sono
- La La La at Rock Bottom de Nobuhiro Yamashita
- Kakekomi de Masato Harada
- We Shall overcome de Chie Mikami

### Ouverture
- Le Garçon et la Bête de Mamoru Hosoda

### Clôture
- Les Délices de Tokyo de Naomi Kawase

### SectionWashoku
- Tampopo de Jūzō Itami
- Midnight Diner de Joji Matsuoka

### Séances spéciales
- Tokyo Tribe de Sion Sono
- Ran d'Akira Kurosawa

### Hommages
- Combat sans code d'honneur de Kinji Fukasaku
- Poppoya de Yasuo Furuhata

## Palmarès
- Soleil d'or : Kakekomi et La La La at Rock Bottom.
- Prix de la presse et prix Canon de la Meilleure Photographie : Fires on the Plain.
- Mention spéciale des présidents à  l'actrice Sakura Andō dans 100 Yen Love.